# Woodarra
Woodarra, ook bekend als Darlot, is een spookdorp in de regio Goldfields-Esperance in West-Australië.

## Geschiedenis
In de jaren 1890 werd in de streek goud ontdekt. De streek werd Lake Darlot genoemd naar een nabijgelegen meer. In 1895 vroeg het 'Lake Darlot Progress Committee' de overheid om er een dorp op te richten. In 1896 werden er kavels opgemeten.
Woodarra werd in 1898 officieel gesticht. De Aborigines noemden een nabijgelegen rotspartij waar de bevolking water verzamelde Woodarra. Het dorp werd naar de rotspartij vernoemd. In de volksmond bleef Woodarra meestal Darlot genoemd worden.
In 1906 telde het dorp twee hotels, twee slagers, een hoefsmid, een kleermaker en een winkel.
In 1952 sloot Woodarra's winkel. Het was de laatste zaak die er nog open was.

## 21e eeuw
Woodarra maakt deel uit van het lokale bestuursgebied (LGA) Shire of Leonora waarvan Leonora de hoofdplaats is. Er wordt nog steeds naar goud gezocht in de omgeving, onder meer door de onderneming 'Golden Mile Resources'.

## Transport
Woodarra ligt 945 kilometer ten noordoosten van de West-Australische hoofdstad Perth, 243 kilometer ten zuidzuidoosten van Wiluna en 116 kilometer ten noordnoordwesten van het aan de Goldfields Highway gelegen Leonora.
Er liggen enkele startbanen in de nabijheid: Melrose Airport (ICAO: YMRS) aan Melrose Station en Darlot Airport (ICAO: YDLO) aan de Darlot-goudmijn.

## Klimaat
De streek kent een warm woestijnklimaat, BWh volgens de klimaatclassificatie van Köppen.